# Geremia Ghisi
Geremia Ghisi fue un noble veneciano que en 1207, tras la cuarta cruzada, capturó las islas griegas de Scíathos, Skópelos y Esciros y se convirtió en su señor, mientras que su hermano Andrea Ghisi conquistó las islas de Tinos y Miconos. Su hermana o media hermana, Agnese Ghisi, se casó con Otón de Cicon, quien se convirtió en el señor de Caristo en Eubea.
Hacia 1239, Geremia, con la ayuda de su hermano Andrea, expulsó a otro noble veneciano, Marino Dandolo, de su feudo de Andros. Dandolo falleció poco después, pero su viuda y su hermana presentaron una queja ante el Gran Consejo de Venecia, que en agosto de 1243 ordenó a Geremia que devolviera Andros a los herederos de Dandolo bajo pena de destierro de Venecia y la confiscación de sus propiedades y las de Andrea. A pesar de este decreto, Geremia conservó el control de Andros hasta su muerte algunos años después. La isla volvió entonces al duque de Naxos, Angelo Sanudo, pero el asunto continuó siendo motivo de disputa en los tribunales de Venecia entre Andrea Ghisi, los Sanudo y los Querini, reclamantes de la herencia de Dandolo, hasta principios de la década de 1290, cuando el duque Marco II Sanudo compró las reclamaciones de Niccolò Querini sobre Andros.
Tras la muerte de Geremia, su pariente Filippo Ghisi (casado con la hija de Geremia, Isabetta) tomó el control de los feudos originales de Geremia hasta que los bizantinos bajo el mando de Licario los reconquistaron en 1277 y tomaron prisionero a Filippo. Otra hija de Geremia, Marchesina, se casó con el hijo del dux Jacopo Tiepolo y futuro dux (1268-1275), Lorenzo Tiepolo.